# Malassezia furfur
Malassezia furfur (nach Louis-Charles Malassez  und lat. furfur „Hautschorf“) (alter Name: Pityrosporum ovale) ist ein zoophiler, lipophiler Hefepilz, der  innerhalb der Unterabteilung der Brandpilze in die Klasse der Exobasidiomycetes gestellt wird. Er ist damit entfernt mit den Nacktbasidien (Gattung Exobasidium) verwandt. Malassezia furfur gehört zur physiologisch residenten Hautflora des Menschen und kommt bei nahezu 100 % der Bevölkerung vor. Dieser Pilz ist einer der wenigen humanpathogenen Erreger aus der Unterabteilung der Brandpilze, die sonst fast ausschließlich phytopathogene Vertreter hervorbringt. Diese und andere Arten der Gattung Malassezia kommen als Kommensalen oder Parasiten auch bei anderen Säugetieren (z. B. Hunden) vor.

## Morphologie
Es handelt sich um einen Einzeller, der eine Größe von 1,5 bis 5,5 µm erreicht und eine ellipsoide bis flaschenartige Form annimmt. Beim Aussprossen der Tochterzellen bilden sich typische „Kragen“. Mehrere kettenförmig aneinander hängende Hefezellen können sogenannte Pseudohyphen ausbilden.

## Lebensweise
Malassezia furfur ist auf langkettige Fettsäuren angewiesen und bevorzugt daher Hautregionen mit talgreichem Milieu: dies sind vor allem die behaarte Kopfhaut, die Gesichtshaut und die oberen Körperpartien (Brust und Rücken). Normalerweise leben Malassezia-Hefen kommensal und schädigen ihren Wirt nicht.

## Bedeutung als Krankheitserreger

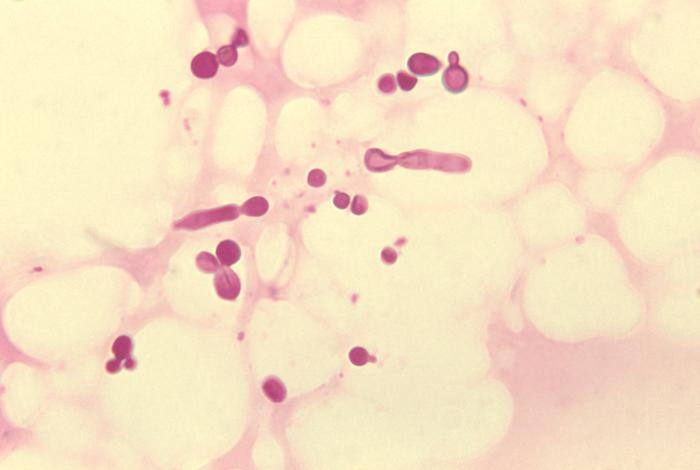
Malassezia furfur in einer Hautschuppe eines Patienten mit Pityriasis versicolor

Bei entsprechender Disposition kann sie auch zum Erreger von Hautkrankheiten, der Pityriasis versicolor oder des seborrhoischen Ekzems, werden. In beiden Fällen handelt es sich um oberflächliche Infektionen der Haut durch Hyperproliferation dieser Pilze, also übermäßige Vermehrung und Überwucherung der übrigen Standortflora. Auch eine Entzündung der oberen (äußeren) Anteile der Haarbälge ist möglich (Follikulitis). Malassezia furfur kann zudem auch katheter-assoziierte Infektionen verursachen. Eine Rolle als Provokationsfaktor des atopischen Ekzems wird ebenfalls diskutiert. Bei Patienten mit letztgenannter Erkrankung wird häufig eine allergische Sensibilisierung auf Malassezia-Arten beobachtet. Diese lässt sich durch den Radio-Allergo-Sorbent-Test (RAST) im Blut nachweisen.

## Taxonomie
Erstmals beschrieben wurde die Art 1846 von Eichstedt. Aufgrund seiner morphologischen Vielgestaltigkeit (Pleomorphie) war die Taxonomie von Malassezia furfur notorisch umstritten und wurde immer wieder revidiert. Malassezia furfur wurde zwischen 1853 und 1970 mehr als zwanzigmal neu beschrieben und benannt. 

## Systematik
Malassezia furfur gehört zur Abteilung der Basidiomycota. Es ist aber nur das asexuelle Hefestadium bekannt. Innerhalb der Klasse der Exobasidiomycetes sind die Malasseziales eine kleine, monotypische Ordnung, die nur die Familie der Malasseziaceae enthält und diese wiederum nur die Gattung Malassezia, in welcher 13 Arten anerkannt sind. Sie ist innerhalb der Exobasidiomycetes nah mit den Microstomatales verwandt. Eine genetische Studie stellt die Malasseziales jedoch in eine eigene Klasse Malasseziomycetes. 